# Carl von Frankenstein
Carl von Frankenstein (* 1810 in Prag, Königreich Böhmen; † 5. Juli 1848 in Graz, Steiermark) war ein österreichischer Galvaniseur, Journalist, Redakteur und Herausgeber mehrerer Zeitschriften.

## Leben
Frankenstein studierte 1836 und 1837 am Grazer Joanneum. Vom Hauptberuf Galvaniseur betrieb er zuerst eine eigene Fabrik im Moserhof-Schlössl, später in der Nähe das Glacis in St. Leonhard.
Vom 1. Mai 1838 bis zum 27. Mai 1848 erschien das „Innerösterreichische Industrie- und Gewerbeblatt zur Verbreitung gemeinnütziger Kenntnisse für alle Stände“, in welchem er auf insgesamt über 4000 Seiten über technische Erfindungen und Verbesserungen berichtete. im Revolutionsjahr 1848 gab Frankenstein das „Politische Abendblatt“ heraus.
Carl von Frankenstein verstarb im Sommer 1848 überraschend 38-jährig an einem Schlaganfall oder einer Hirnblutung. Er war mit Franziska von Frankenstein (geb. Leitmayer; † 1856) verheiratet und hatte sechs Kinder, von denen schon zwei während seiner Lebenszeit verstorben waren.
Seit 1948 ist die Frankensteingasse, eine Seitenstraße der Grazer Ragnitzstraße im Bezirk Ries, nach Carl von Frankenstein benannt.